# بلوهر و یوداسف
بِلَوْهَر و بوذاسَف عنوان داستانی اخلاقی، دینی و فلسفی‌گونه دربارهٔ طریقهٔ هدایت بوداسف شاهزادهٔ هندی به دست بلوهر زاهد. یا داستان زندگی، سیر و سلوک مادی و مراحل رشد، تفکر و فلسفهٔ دینی «بودا»، عارف هندی، به همراه مرشدش «بلوهر» است. از زمانی که شاهزاده‌ای متمول بود تا زمانی که عارف بزرگ هند شد. اصل این داستان به زبان سانسکریت بوده و احتمالاً به دست پیروان بودا در هند یا ایران نوشته شده‌است. لفظ «بوداسف» صورت فارسی‌شدهٔ بودهی سَتْوَهٔ (Bodhisattva) هندی لقب بودا پیش از بودا شدن اوست و احتمالا از صورت Bwdysf مانوی گرفته شده‌است. بلوهر و بوداسف تنها ترجمهٔ داستانی هندی نیست، بلکه ترکیبی است از افسانه‌های منقول در آثار مختلف، مربوط به زندگانی بودا، از جمله رسالهٔ بودهَه چَریتَه (Buddha-čarita) و لَلیتَه ویستَرَه (Lalita-vistara) و قصص جاتَکه (Jātaka) به زبان پالی و رسالهٔ مَهاوَسْتو (Mahāvastu). این داستان به زبان‌های مختلف ترجمه شده و در چند فرهنگ دینی مختلف راه یافته‌است.

## خلاصهٔ داستان
در سرزمین هندوستان (سولابط) پادشاهی بود که پس از مدت‌ها صاحب فرزندی شد به نام بوداسف. ستاره‌شناسان پیشگویی کردند که او به مقام معنوی بلندی نایل می‌شود. پادشاه که خود از دین‌داران بیزار بود، برای جلوگیری از این امر، فرمان داد تا در حضور او (بوداسف) از مرگ و اندوه، بیماری، آخرت و فنا سخن نگویند. روزی بر حسب اتفاق، بوداسف با مفاهیم پیری، مرگ و بیماری آشنا شد. عابد حکیمی، به نام بلوهر، در سرزمین سراندیب (سیلان)، با شنیدن ماجرای بوداسف، در کسوت تاجران به دیدار او شتافت. این قسمت از داستان هفت حکایت نخست کتاب را در بر می‌گیرد که عبارت است از: حکایت پادشاه و وزیر زاهد، تولد بوداسف، وزیر و مرد زمین‌گیر، پادشاه و دو عابد، بوداسف و معلم، جستجوی بوداسف و بلوهر زاهد. از این پس، پرسش و پاسخ میان بلوهر و بوداسف هفده حکایت بعدی را شامل می‌شود، از حکایت شاه و فرزند تا حکایت شهر غولان. کتاب با داستان بازگشت بلوهر و نجات بوداسف به پایان می‌رسد. سرانجام بوداسف جامهٔ شاهی از تن بیرون می‌کند و زادگاه خود را ترک می‌گوید و در کشمیر اقامت می‌گزیند و به ارشاد خلق می‌پردازد و در همان‌جا زندگی را بدرود می‌گوید. مجموع این حکایات پاسخ به پرسش‌های بوداسف دربارهٔ حکت و دانش، قضا و قدر، مرگ و آخرت، امور دنیوی و ترک آن و زهد و تقوا و بیان اصول اخلاقی است. کتاب بلوهر و بوداسف همانند کلیله و دمنه در کتاب‌های ادب و اخلاق عربی و فارسی تأثیر بسزایی داشته‌است.

## ترجمه و تحریرها
ظاهراً نخستین ترجمهٔ آن به زبان خُتَنی، و سپس به زبان‌های سغدی و پارتی بوده‌است. در این‌جا به ذکر کهن‌ترین ترجمه و تحریرهای داستان بلوهر و بوذاسف خواهیم پرداخت.

### ترجمه به پهلوی
به گفتهٔ مجتبی مینوی در دوران انوشیروان، بُرْزویه این کتاب را به فارسی پهلوی برگردانده است ولی اکنون نشانی از آن ترجمه در دست نیست. تنها قطعاتی از ترجمهٔ این اثر از پهلوی به عربی به نام یادگار بزرگمهر در جاویدان خرد ابوعلی مسکویه (متوفی ۴۲۱ قمری) باقی است.

### ترجمه به عربی در دورهٔ اسلامی
۱- ترجمهٔ ابان بن عبدالحمید لاحقی از پهلوی به عربی: بر طبق منابع رجالی و کتاب‌شناختی و تاریخی -از جمله الفهرست ابن ندیم- اولین کسی که داستان بوداسف و بلوهر را به عربی برگرداند، آبان لاحقی (متوفی ۲۰۰ه‍.ق) متهم به شعوبی‌گری است که این داستان را به خواهش یحیی بن خالد برمکی در قرن دوم هجری از پهلوی به عربی ترجمه کرد. متأسفانه این منظومه امروزه در دست نیست و نسخه‌ای از آن باقی نمانده‌است.
۲- ترجمهٔ عربی اسماعیلی: این ترجمه در حدود قرن دوم به عربی انجام شد. آن را تنها به این دلیل عربی می‌خوانند که نگارش آن به این زبان است و علت اسماعیلی خواندن آن نیز به دلیل یافت شدن آن در میان اسماعیلیان هندوستان است. هیچ‌گونه ارتباط کلامی و آیینی میان این داستان با آموزه‌های اسماعیلی، مطرح یا ادعا نشده‌است. دانیل ژیماره این نسخه را بر مبنای سه نسخهٔ خطی به فرانسه ترجمه و در ۱۹۷۱م در پاریس منتشر کرد.
۳- روایت شیخ صدوق: ترجمهٔ عربی اسماعیلی داستان بلوهر و بوذاسف در ضمن کتاب کمال‌الدین و تمام‌النعمة، تألیف شیخ صدوق، معروف به ابن بابویه، آمده‌است اما در قسمت دوم خود با نسخهٔ عربی اسماعیلی تفاوت دارد. منظور از قسمت دوم، بخشی از داستان است که با رفتن بلوهر از نزد شهزاده آغاز می‌شود و تا ترک خانه و دیار توسط بوذاسف ادامه می‌یابد. به‌طور کلی، شرح شیخ صدوق و شرح اسماعیلی دو سنت بزرگ بلوهر را نمایندگی می‌کنند و بقیهٔ روایت‌ها به‌نوعی ادامه‌دهندهٔ سنت این یا آن یکی هستند.
در شرح اسماعیلی، پس از رفتن بلوهر از نزد شهزاده در نیمه‌های داستان، ترفندهای شاه و نزدیکان او برای تغییر نظر بوذاسف شروع می‌شود و تا آنجایی پیش می‌روند که مناظره‌ای میان پیروان کیش بت‌پرستی و فردی در نقش بلوهر ترتیب می‌دهند تا در آن بلوهر دروغین به بطلان باورهای خود اعتراف کند و درستی آیین اصنام را بپذیرد و به این وسیله شهزاده را بفریبند. شهزاده، که موضوع را دریافته است، عنان مناظره را خود در دست می‌گیرد و باعثِ ارشادِ بلوهرِ دروغین و پذیرشِ دینِ حق از سوی او می‌شود. او در ادامه در جستجوی بلوهر، نیمه‌شبی قلمرو پدر را ترک می‌کند. نحوهٔ ترک خانه و پادشاهی شبیه روایت نظیر آن در زندگی بودا است. در روایت شیخ صدوق، بلوهر تا نزدیک پایان روایت در کنار شهزاده می‌ماند و پس از رفتن او، در بخش کوتاهی، ترفندهای شاه و نزدیکان او، از جمله ترتیب عروسی شاهزاده گفته می‌شود و پس از آن بوذاسف ملک پدر را ترک می‌کند.
کاملاً روشن است که وجود قسمت دوم در نسخهٔ اسماعیلی الحاقی است و خود کتاب مستقلی است. از این منظر، شرح ابن‌بابویه از نظر نداشتن این قسمت صورتِ کهن‌تر داستان به‌نظر می‌آید. شیخ صدوق با جمع‌آوری داستان بلوهر و بوذاسف در نیشابور (۳۵۰ هجری قمری) و گنجاندن آن در کتاب خود نه تنها یک سنت خاص داستان را از فراموشی نجات داد، بلکه متنی را در اختیار پسینیان قرار داد که بارها و بارها رونویسی، ترجمه و خوانده شد.
۴- گزارش محمدباقر مجلسی به عربی و ترجمهٔ آن به فارسی: محمدباقر مجلسی متن عربی داستان را به نقل از شیخ صدوق در بحار الأنوار خود آورده‌است و ترجمهٔ پارسی آن را نیز در تمثیل دهم از باب «تمثیلی چند در مذمت دنیا» در عین الحیاة بدست داده‌است. روایت او هیچ تفاوتی با روایت شیخ صدوق ندارد و از این‌رو، متن عین الحیاة شرح مستقلی از داستان به حساب نمی‌آید. اهمیت رونویسی متن عربی داستان به روایت شیخ صدوق و برگردان پارسی آن در عین الحیوه نه در بدست دادن شرحی متفاوت از داستان، بلکه در نگهداشت آن و دادن جواز به مترجمان و شارحان بعدی در بازتولید متن است.

### ترجمه‌های فارسی دری
دو ترجمهٔ کهن به فارسی دری از این داستان به دست ما رسیده‌است که ما در اینجا آن‌ها را ذکر می‌کنیم:
۱- ترجمهٔ منظوم به فارسی دری: در میان نسخه‌های خطی بسیار کهنی که از تورفان واقع در ترکستان چین به دست آمده و متعلق به پیروان مانی است، قطعه‌ای از مثنوی فارسی بلوهر و بوذاسف وجود دارد که به خط مانوی نوشته شده‌است و متأسفانه ۲۷ بیت، آن هم با افتادگیِ کلمات باقی مانده‌است. این قطعات به زبان فارسی دری و دارای وزن عروضی، بر وزن رمل مسدس، است. بنابه گفتهٔ والتر هنینگ این اشعار مربوط به قرن چهارم قمری و از یکی از شاعران معاصر رودکی است. این قطعه جزو آثار مانوی از سده‌های نخستین اسلامی در آسیای مرکزی‌ست. نام قهرمانان داستان در این قطعه به صورت «بیلوهر و بودیسف» ضبط شده‌است. این قطعه را هنینگ تصحیح و تحت عنوان (Persian Poetical Manuscripts from the Time of Rūdakī) در کتاب (A Locust's Leg) منتشر کرده‌است. اینک سه بیت اول این قطعه در این‌جا نقل می‌شود:
| چون نباشد روشن اندر …        |  | چون دلت شد بی‌گمان…             |
| ار کنی چونین که گفتی مر مرا  |  | جای گیرد خود سخون دلت اندرا..  |
| بیخ و ریشهٔ دانش اندر دل بکار |  | پس بروید نرد و شاخ و برگ و بار |

۲- نسخهٔ علی بن محمد نظام تبریزی: ترجمه‌ای از این اثر به زبان فارسی در ۸۰۱ق، به قلم نظام‌الدین شامی (نظام‌الدین تبریزی) با عنوان «بلوهر و بیوذسف» برای سلطان احمد جلایر به دست داده شد که به‌شیوهٔ کلیله و دمنهٔ نصرالله منشی و سندبادنامهٔ ظهیری، آمیخته به امثال و اشعار عربی و فارسی است. به گفتهٔ نظام‌الدین، پیش‌تر شخصی به نام سراج‌الدین محمد غزنوی این کتاب را به فارسی درآورده بود و چون در کار او تکلف و اطناب بود، او آن را بار دیگر تحریر و تلخیص کرد.

### داستان بلوهر و بوذاسف در جهان مسیحی
بلوهر و بوذاسف را در اروپا با نام‌های «برلام و آیوآزاف» و «برلام و جوزافات» می‌شناسند. شرح‌های مسیحی اصلی آن عبارتند از متنی به زبان گرجی، متنی به زبان یونانی، و متن خلاصه‌ای به زبان لاتین. دربارهٔ ترجمه‌های یونانی این داستان، نظریات گوناگونی وجود دارد و در منابع مختلف، هر یک از ترجمه‌های پهلوی، عربی، گرجی و سریانی، مأخذ یکی از ترجمه‌های یونانی معرفی شده‌است. کتاب بلوهر و بوداسف در قرن دهم میلادی از روی تحریری عربی متفاوت با تحریرهای موجود به دست راهبان مسیحی به گرجی ترجمه شد و زندگانی بوداسف مبارک نام گرفت. از روی همین ترجمه، کتاب حکمت بلوهر به همین زبان نوشته شد. به‌گفتهٔ جلیل نوذری متن گرجی نخستین قدم در دادنِ صورتِ مسیحی به روایت است. با این همه، شدت تغییرات و ورود عناصر مسیحی به درون آن به‌اندازهٔ شرح یونانی نیست.
در قرن یازدهم میلادی اوتیمیوس گرجی (متوفی ۱۰۲۸م) این داستان را به نام برلعام و یوسَف به یونانی ترجمه کرد. شرح یونانی داستان مورد توجه کلیسای کاتولیک قرار گرفت و برمبنای آن اسطورهٔ دو شخصیت مسیحی که هند را مسیحی کردند پرداخته شد. تمامی ترجمه‌های موجود در اروپا و جهان مسیحی (حدود 60 ترجمه و روایت)، یا از روی این شرح یا از روی ترجمهٔ لاتین که در ۱۰۴۸م آن را از یونانی به لاتینی برگرداندند و برلام و یوزافت نام دادند، پرداخت شده‌اند.

## نسخه‌های چاپی فارسی
کتاب بلوهر، که نخست سید علیرضا محمدحسینی ریحان یزدی در ۱۳۲۰ش آن را به چاپ رسانید و بار دیگر مترجمی ناشناس آن را، به پیوست حیات الابرار فی فضائل الکرّار، از سید قریش بن محمد حسینی قزوینی (متوفی ۱۲۶۰ق) منتشر کرد. منتخبی از آن نیز به دست حاج میرزا شکرالله مشکوة الحکما (تهران، ۱۳۲۱ق) به چاپ رسید. در ۱۳۶۵ش چاپ دیگری از این کتاب، به روایت شیخ صدوق و ملامحمد باقر مجلسی، به کوشش سیدابوطالب میرعابدینی، در تهران انتشار یافت. نسخهٔ نظام‌الدین تبریزی که پیش از این از آن سخن رفت، در ۱۳۸۱ش با عنوان بِلَوْهر و بُیوذَسْف، به کوشش محمد روشن در تهران به چاپ رسید. ترجمهٔ منظومی از سید علینقی امین با عنوان «منطق عارفان: داستان یوذاسف و بلوهر حکیم» در ۱۳۷۵ش به چاپ رسید.